# ویزر

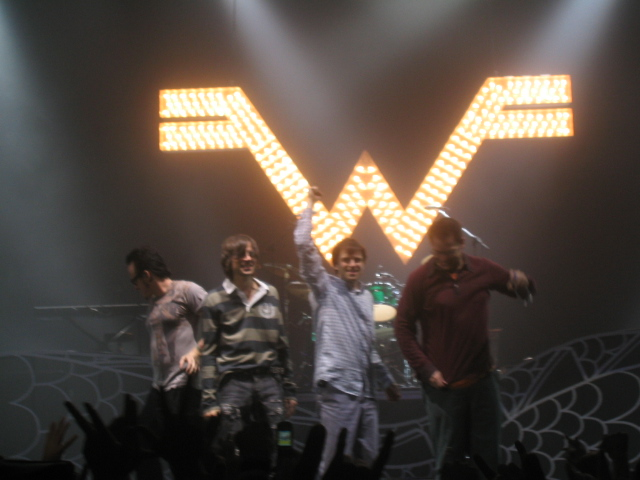

ویزر (به انگلیسی: Weezer) یک گروه موسیقی راک آمریکایی است که در لس آنجلس، کالیفرنیا در سال ۱۹۹۲ تشکیل شد. از سال ۲۰۰۱ این گروه متشکل از ریورز کوئومو (خواننده اصلی، گیتاریست و کیبورد)، پاتریک ویلسون (درامر)، برایان بل (گیتاریست و کیبورد) و اسکات شراینر (بیسیست) است.
ویزر در سال ۱۹۹۴ اولین آلبوم خود را با نام «ویزر» که «آلبوم آبی» نیز نام دارد، منتشر کرد. این آلبوم که یکی از مهم‌ترین آلبوم‌های دهه ۹۰ دیده می‌شود به عقیدهٔ برخی به‌وجود آورندهٔ سبک «ایمو ی ملودیک» بود. بعد از موفقیت چشمگیر آلبوم آبی و فروش نسخه‌های فراوان دو سال بعد ویزر با تغییری چشمگیر در روند کاری خود آلبوم «پینکرتون» را منتشر کرد. برعکس آلبوم آبی که پر از آهنگ‌های محبوب و همه گیر و پرفروش بود، آلبوم پینکرتون دارای فضایی خشمگین، غمناک و تاریکی بود که موجب شکست تجاری این آلبوم شد. پینکرتون در ابتدا با واکنش منفی شدیدی از طرف منتقدان و طرفداران روبرو شد. خوانندگان مجلهٔ رولینگ استون آن را به عنوان «یکی از بدترین آلبوم‌های سال» برگزیدند. واکنش‌های منفی به قدری نسبت به این آلبوم زیاد بود که موجب شد ریورز کوئومو برای مدتی موسیقی را کنار بگذارد و به دانشگاه برود. مت شارپ که در آن زمان بیسیست گروه بود، ویزر را ترک کرد و سایر اعضا نیز به موسیقی فردی خودشان پرداختند. عمدهٔ مشکل پینکرتون در آن زمان محتوای «خجالت آور» آن بود. بیشتر آهنگ‌ها نشان دهندهٔ مشکلات عاطفی و جنسی و از خود بیزاری خوانندهٔ گروه می‌باشد. با گذشت زمان پینکرتون رفته و رفته بیشتر مورد مقبولیت قرار گرفت به قدری که مجلهٔ رولینگ استونز که آلبوم را پیش تر به تمسخر گرفته بود در سال ۲۰۰۲ خوانندگان مجله، آن را «شانزدهمین آلبوم برتر تاریخ» نامیدند. آلبوم آبی و پینکرتون در حال حاضر هر دو جز بهترین آلبوم‌های دهه ۹۰ میلادی در نظر گرفته می‌شوند.
در ابتدا قرار بر این بود که ویزر آلبوم دوم خود را تحت عنوان «ترانه‌هایی از سیاه‌چاله» در سال ۱۹۹۵ منتشر کند. این آلبوم اپرای راک، استعارا نشان دهندهٔ احساس نارضایتی ریورز کوئومو از زندگی پر زرق و برق و موفقیت‌های وی به عنوان یک راک استار بود. داستان آلبوم «ترانه‌هایی از سیاه‌چاله» این بود که در سال ۲۱۲۶ فضاپیمایی تحت یک مأموریت به کهکشان می‌رود. خدمهٔ فضاپیما (ووان و داندو) که سایر اعضای گروه بودند، خوشحال اند اما کاپیتان فضاپیما (جوناس) که خوانندهٔ گروه است احساس بدبینی می‌کند. ربات فضاپیما که M1 نام دارد اعضا را به تمرکز روی هدف مأموریت تشویق می‌کند اما جوناس درگیر یک مثلث عشقی می‌شود که متشکل است از او، «دختر خوب» به نام لاورل (که توسط راشل هیدن خوانده می‌شود) و «دختر بد» که آشپز فضاپیما است و ماریا نام دارد (که توسط جوان واسر خوانده می‌شود). هنگامی که فضاپیما به مقصد می‌رسد، جوناس سرخورده، آرزو می‌کند که به زندگی ساده ای که داشته برگردد.
اما ریورز کوئومو از تکمیل و انتشار این آلبوم منصرف شد زیرا ایدهٔ آلبوم را «خیالبافانه» می‌دانست.
در سال ۲۰۱۷، نویسندهٔ سایت Stereogum به این می‌پردازد که اگر ویزر «ترانه‌هایی از سیاهچاله» را قبل از «پینکرتون» منتشر می‌کرد، چگونه می‌توانست موسیقی را تحت تأثیر بگذارد. او در این باره می‌نویسد:
«این شاید بزرگترین اما و اگر موسیقی مدرن باشد. طوری که راک چه در رادیو، چه در زیر زمین، به نظر می‌رسید در آن زمان به شدت تحت تاثیر محبوبیت این گروه بود»
هرچند ویزر بعد از آن دیگر موفق نشد که درخشش دو آلبوم اول خود را به همانگونه تکرار کند، اما آلبوم‌های «بی‌دست و پا»، «در انتها همه چیز خوب خواهد شد»، «آلبوم سفید» و «اوکی آدمیزاد» با تحسین منتقدان و طرفداران روبرو شد. همچنین «آلبوم سفید» در سال ۲۰۱۶ و آلبوم «رؤیای آرام» در سال ۲۰۱۷ نامزد دریافت جایزه بهترین آلبوم راک گرمی شدند.
ویزر در سال ۲۰۰۹ برای موزیک ویدیو آهنگ Pork and Beans موفق به دریافت گرمی شد.

## دیسکوگرافی

### آلبوم‌های استودیویی
| تاریخ عرضه | عنوان                                                                 |
| ---------- | --------------------------------------------------------------------- |
| ۱۹۹۴       | ویزر (آلبوم آبی) (Blue Album)                                         |
| ۱۹۹۶       | پینکرتون (Pinkerton)                                                  |
| ۲۰۰۱       | ویزر (آلبوم سبز) (Green Album)                                        |
| ۲۰۰۲       | بی‌دست و پا (Maladroit)                                                |
| ۲۰۰۵       | ساختگی (Make Believe)                                                 |
| ۲۰۰۸       | ویزر (آلبوم قرمز) (Red Album)                                         |
| ۲۰۰۹       | ردتود (Raditude)                                                      |
| ۲۰۱۰       | هرلی (Hurley)                                                         |
| ۲۰۱۴       | در انتها همه چیز خوب خواهد شد (Everything Will Be Alright In The End) |
| ۲۰۱۶       | ویزر (آلبوم سفید) (White Album)                                       |
| ۲۰۱۷       | رویای آرام (Pacific Daydream)                                         |
| ۲۰۱۹       | ویزر (آلبوم فیروزه ای) (Tea Album)                                    |
| ۲۰۱۹       | ویزر (آلبوم مشکی) (Black Album)                                       |
| ۲۰۲۱       | اوکی آدمیزاد (OK Human)                                               |
| ۲۰۲۱       | ون ویزر (Van Weezer)                                                  |